# Orientamento professionale
Con orientamento professionale si indicano le attività di supporto e di facilitazione utili alla presa di decisione di un soggetto che si trova a fronteggiare una transizione professionale (scuola/lavoro, disoccupazione/lavoro, lavoro/lavoro).
In relazione alla complessità sociale e alla ricorrenza dei momenti di scelta, si tende, nella letteratura sul tema, a non separare il processo di orientamento in fasi (orientamento scolastico, orientamento professionale ecc.) ma a vedere l'orientamento come un processo educativo (ed evolutivo) lungo l'arco della vita. I metodi di orientamento che si concentrano sullo sviluppo di competenze di scelta e di progettazione di sé, del proprio futuro, della propria identità prendono il nome di metodi formativi.
In considerazione del moltiplicarsi delle scelte e del bisogno costante per i soggetti di riprogettare il proprio futuro occorre sviluppare competenze di autorientamento affinché le persone possano costruire autonomamente il proprio percorso formativo, l'inserimento professionale e la propria carriera.

## Prospettiva storica
Nelle diverse fasi storiche l'orientamento si è concentrato sulle attitudini (le disposizioni naturali di un soggetto verso un campo di attività) utilizzando soprattutto strumenti quali i test; sulla mediazione tra soggetto ed ambiente; sulle possibilità adattive di un soggetto ad un contesto; sugli interessi delle organizzazioni (l'uomo giusto al posto giusto).
Negli ultimi decenni hanno invece conquistato sempre più spazio metodi di orientamento che si concentrano sui soggetti e che assegnano ai soggetti stessi un ruolo di decisionalità circa la propria vita ed un protagonismo nel processo stesso di orientamento. Gli interventi di orientamento sia individuali (attraverso il colloquio o la consulenza) o di gruppo che assumono modelli di questo tipo si dicono "non direttivi".

## Caratteristiche e competenze del processo di orientamento
Nel processo di orientamento sono importanti per il soggetto:
- la conoscenza di sé e delle proprie risorse (attitudini, esperienze, conoscenze, capacità, competenze);
- la conoscenza ed il disvelamento delle proprie motivazioni e dei propri obiettivi;
- la conoscenza del contesto di riferimento in relazione ai propri obiettivi;
- la definizione di un progetto professionale o formativo mediando fra obiettivi della persona e realtà oggettiva.

Nel processo di orientamento inoltre il soggetto dovrebbe acquisire alcune competenze quali: 
- la capacità di valutare adeguatamente le proprie capacità personali,
- la capacità di ricercare informazioni,
- la capacità di costruire strumenti di ricerca attiva del lavoro (CV, lettere, indirizzari),
- l'orientamento a concretizzare le azioni (agentività) di ricerca del lavoro scaturite dal progetto formativo/professionale.